# Czyste niebo
Czyste niebo (org. Чистое небо) – radziecki melodramat z 1961 roku w reż. Grigorija Czuchraja.

## Fabuła
Sasza, młodziutka studentka, na zabawie sylwestrowej poznaje starszego od niej, przystojnego lotnika Aleksieja w którym zakochuje się od pierwszego wejrzenia. Aleksiej nie zwraca jednak na nią żadnej uwagi. Wybucha wojna. Sasza rozpoczyna pracę w fabryce. Pewnego dnia, przypadkowo, podczas nalotu spotyka w schronie Aleksieja, który jest teraz pilotem frontowym. On nawet jej nie zauważa, jednak Saszy udaje się podsłuchać numer telefonu do jednostki w której służy Aleksiej. Dzwoni do niego i umawia się z nim. Ponieważ lotnik ma akurat cztery dni urlopu i nie zna nikogo w mieście, przystaje na propozycję spotkań z Saszą. Są to dla niej cztery wspaniałe dni z ukochanym. Wkrótce spotyka go jeszcze raz, jako bohatera, który staranował wrogą maszynę. Niedługo potem dowiaduje się, że jej ukochany poległ w walce. Efektem ich ostatniego spotkania jest jak się wkrótce okazuje syn Jegor. Sasza nie wierzy jednak w śmierć ukochanego i czeka na jego powrót, odrzucając oświadczyny Pietii – starego przyjaciela (również lotnika). Jej nadzieje się spełniają – kończy się wojna i pewnego dnia, Aleksiej z oszpeconą twarzą staje u progu jej mieszkania. Nie zginął, ale został ranny i trafił do niemieckiej niewoli. W ZSRR okresu stalinizmu jest jednak jako były jeniec „wrogiem ludu” i zdrajcą. Ze względu na Saszę – wtedy już przodownicę pracy – nie zostaje uwięziony, jednak nie może znaleźć żadnej dobrej pracy, odmawia się mu powrotu w szeregi partii, a przede wszystkim nie może już latać. Zaczyna pić i coraz bardziej się staczać. Jednak Sasza cały czas jest przy nim i wierzy w niego, podtrzymuje go na duchu.
Umiera Stalin i nadchodzi odwilż. W ostatniej scenie filmu Aleksiej znowu jest pilotem i oblatuje nowoczesny samolot, a zatroskana Sasza z niepokojem patrzy w niebo, obserwując niebezpieczny lot.

## Główne role
- Jewgienij Urbanski – Aleksiej
- Nina Drobszewa – Sasza
- Gieorgij Giorgiu – Nikołaj
- Witalij Koniajew – Pietia
- Natalia Kuźmina – Lusia
- Witalij Bondariew – Jegorka, syn Saszy
- Oleg Tabakow – Sieriożka